# JNNスポーツ&ニュース
JNNスポーツ&ニュース（ジェイエヌエヌスポーツアンドニュース）は、1990年10月6日から2002年4月1日（3月31日深夜）まで、TBS系列で放送されていた毎週土曜・日曜深夜の最終ニュース・スポーツニュース番組。2000年から2002年にかけて放送の『SPO LOVE』（スポラブ）、さらに2013年から2016年まで同一タイトルで放送されていた単発番組についても併せて述べる。

## 概要
それまでの『JNNスポーツチャンネル』と『JNNニュース』を統合する形でスタート。当初はスポーツニュース→ニュースの順で放送されていたが、土曜日は放送時間短縮後、ニュース→スポーツニュースの順で放送された。スポーツニュースをメインに放送し、ニュースは10分前後程度で天気予報は放送されなかった（重大な事件・事故などが発生した場合はニュースの時間を拡大していた）。
当初はスポーツニュース、ニュースはいずれもストレートニュース形式で、コメンテーターは置かず、元プロ野球選手がキャスターを務めた時期のみコメントを挟む程度であった。その後、キャスターを頻繁に交代したり、番組構成を改善したりするなどの迷走を続けた。
『スポーツフロンティア』の初代キャスターであった栗山英樹の起用により注目を集めた。しかし、栗山の降板後、再び迷走し、2002年3月に12年の歴史に幕を閉じた。ニュースは『JNNニュース』に再分割。スポーツニュースは、土曜日は『スーパーサッカー』に内包、日曜日は後座番組の『SPO LOVE 2000』→『SPO LOVE 2001』→『SPO LOVE 2002』と統合されて『J-SPORTS』となった。その後、2009年4月に放送を開始した『S☆1』では7年ぶりに再びニュースとスポーツニュースが統合している。
なお、そのキャリアや知名度に反して報道番組や情報番組のメインキャスターを務めたことのなかった鈴木史朗が長期にわたってニュースを読んでいた番組としても知られ、実際にメインキャスターが「CMの後は鈴木史朗さんのニュースです」（短縮後の土曜日は「初めに…」）と前振りし、鈴木がスタジオ入りする姿を映すなど、鈴木の出演を強調する演出も見られた。
1994年10月2日は、TBS旧テレビ局舎から放送された最後の『JNNニュース』でもあり、旧テレビ局舎（Dスタジオ）から最後に送出された番組（当然ながら全JNN系列局に送る最後のネット番組にもなった）でもある。1994年10月30日放送の『THE・プレゼンター』内の特集「ニュースを止めるな!放送局・緊張の48時間」では、報道局からDスタジオへ向う鈴木の姿や放送を終えたDスタジオ内の様子、終了後ただちにスタジオとサブの機材の撤去・移設を行う様子が放送された。
1997年6月28日は神戸連続児童殺傷事件の容疑者が逮捕されたニュースがあり、放送時間が20分延長された。
レギュラー放送は2002年3月に終了したが、2010年代に一時的に番組編成上の都合で単発番組として度々復活した事があった（後述）。

## 放送時間
- 1990年10月 - 1992年3月　土曜23:54 - 翌0:40（46分）、日曜23:30 - 翌0:20（50分）
- 1992年4月 - 1993年9月　日曜0:00 - 0:45（45分、土曜深夜）、日曜23:30 - 翌0:20（50分）
- 1993年10月 - 1996年3月　日曜0:30 - 0:55（25分、土曜深夜）、日曜：同上 -  土曜は『スーパーサッカー』開始により20分短縮。
- 1996年4月 - 2002年3月　土曜：同上、月曜0:00 - 0:20（20分、日曜日深夜） - 日曜は『世界遺産』開始により30分短縮。

## 歴代キャスター
| 期間      | 期間      | スポーツ          | スポーツ | スポーツ   | ニュース   |
| 期間      | 期間      | 男性              | 女性     | 女性       | ニュース   |
| 期間      | 期間      | 男性              | 土曜     | 日曜       | ニュース   |
| --------- | --------- | ----------------- | -------- | ---------- | ---------- |
| 1990.10.6 | 1991.9.29 | 定岡正二          | 木場弘子 | 木場弘子   | 吉川美代子 |
| 1991.10.5 | 1992.3.29 | 定岡正二          | 秋沢淳子 | 秋沢淳子   | 吉川美代子 |
| 1992.4.4  | 1993.3.28 | 定岡正二 田中宏明 | 秋沢淳子 | 秋沢淳子   | 有村かおり |
| 1993.4.3  | 1993.9.26 | 佐古忠彦          | 畑恵美子 | 畑恵美子   | 鈴木史朗   |
| 1993.10.2 | 1994.3.27 | 栗山英樹 佐古忠彦 | 福島弓子 | 福島弓子   | 鈴木史朗   |
| 1994.4.2  | 1994.9.25 | 栗山英樹          | 福島弓子 | 福島弓子   | 鈴木史朗   |
| 1994.10.1 | 1995.3.26 | 栗山英樹          | 似鳥裕子 | 似鳥裕子   | 鈴木史朗   |
| 1995.4.1  | 1996.5.26 | 栗山英樹          | 進藤晶子 | 進藤晶子   | 鈴木史朗   |
| 1996.6.1  | 1997.3.30 | 栗山英樹          | 小川知子 | 小川知子   | 鈴木史朗   |
| 1997.4.5  | 1997.9.28 | 栗山英樹          | 進藤晶子 | 進藤晶子   | 岩井健浩   |
| 1997.10.4 | 1999.9.26 | 初田啓介          | 木場弘子 | 木場弘子   | 升田尚宏   |
| 1999.10.2 | 2001.9.30 | 青島健太          | 栗原由佳 | 栗原由佳   | 升田尚宏   |
| 2001.10.6 | 2002.3.31 | 青島健太          | 海保知里 | 久保田智子 | 升田尚宏   |

### SPO LOVE
- 恵俊彰（ホンジャマカ）

## レギュラー番組終了後での放送
2013年1月6日・1月7日未明、『S☆1』の代替番組として10年9か月ぶりに『スポーツ&ニュース』のタイトルが復活。その後も年末年始や特別編成時に『S☆1』の代替として度々放送。2016年7月16日の放送を最後になくなり、以降は、『S☆1』としての放送か、『JNNニュース』としての放送かのどちらかとなった。

### 放送時間
- 2013年1月6日・1月7日　日曜0:30 - 0:58（28分・土曜深夜）、月曜0:20 - 1:10（50分・日曜深夜） 
  - スポーツニュースゾーンのスタジオセットは当時の『NEWS23X』と共用しており、特集VTRに重点を置いた構成であった。ニュースゾーンは完全に独立した形で伝えた。
- 2014年1月5日　日曜0:30 - 0:58（28分・土曜深夜）
  - スポーツニュースゾーンはNスタジオで伝えられた。
- 2015年1月4日・1月5日　日曜1:00 - 1:28（28分・土曜深夜）、月曜0:15 - 1:05（50分・日曜深夜）
- 2015年6月27日　土曜23:15 - 23:45（30分）
  - 特別番組『音楽の日』を中断して放送。
- 2016年1月3日・1月4日　日曜0:15 - 0:35（20分・土曜深夜）、月曜0:30 - 1:20（50分・日曜深夜）
- 2016年7月11日　月曜日1:00 - 1:15（15分・日曜日深夜）
  - 第24回参議院議員通常選挙の開票特別番組『激突!選挙スタジアム2016』を中断して放送。
- 2016年7月16日　土曜23:30 - 23:45（15分）
  - 『音楽の日2016』を中断して放送。

### 出演者
2013年1月6日・1月7日・2014年1月5日
- スポーツ：伊藤隆佑、佐藤渚（ナレーション：杉山真也[1]）
- ニュース：伊藤隆太

2015年1月4日・1月5日
- スポーツ：国山ハセン、笹川友里（両日）
- ニュース：熊崎風斗（1月4日）、伊藤隆太（1月5日）

2015年6月27日
- スポーツ：佐藤文康、宇垣美里、槙原寛己[2]
- ニュース：伊藤隆太

2016年1月3日・1月4日
- スポーツ：品田亮太、宇内梨沙（両日）、鮫島彩[3]（1月4日）
- ニュース：向井政生（1月3日）、伊藤隆佑（1月4日）

2016年7月11日
- スポーツ、ニュース：品田亮太（単独で進行）

2016年7月16日
- スポーツ、ニュース：熊崎風斗（単独で進行）